# Triaenodes cumberlandensis
Triaenodes cumberlandensis là một loài Trichoptera trong họ Leptoceridae. Chúng phân bố ở miền Tân bắc.